# Pōmare V
Pōmare V, rei de Tahití (3 de novembre de 1839 - 12 de juny de 1891) fou el darrer monarca del Regne de Tahití, entre 1877 i 1880, any en el qual fou forçat a abdicar per pressió francesa, que acabà incorporant el 1880 Tahití a França com a colònia.
Fill de la reina Pōmare IV, nasqué amb el nom de Teri’i Tari’a Te-rā-tane. Es convertí en príncep hereu (Ari’i-arue) el 1855, arran de la mort del seu germà gran al 13 de maig del mateix any. Amb la mort de la seva mare la reina al 17 de setembre de 1877 accedí al tron tahitià, després de la cerimònia que se celebrà a Pape’ete al 24 de setembre del mateix any. Al llarg de la seva vida, Pōmare V es casà dos cops: la primera vegada l'11 de novembre de 1857 amb Te-mā-ri’i-a-Te-uru-ra’i Ma’i-hara Te-uhe, Ari’i-rahi de Huahine de la qual es divorcià el 5 d'agost de 1861, i la segona vegada al 28 de gener de 1875 amb Joanna Mara’u-Ta’aroa Te-pa’u Salmon (coneguda com la reina Mara’u). D'aquesta darrera muller també se'n divorcià al 25 de gener de 1888. Les discussions entre Pōmare V i Mara’u, que tenia catorze anys quan es va casar, eren públiques i sonades. Aviat es van separar i es van tornar a ajuntar diverses vegades fins i tot un cop divorciats. El rei va repudiar els dos fills més petits i la reina va negar la paternitat del fill més gran. Com a resultat, la línia successòria és molt confusa.
El regnat de Pōmare V culminà l'intervencionisme colonial francès. Ja amb la seva mare, França havia aconseguit d'erigir-se protector del regne (en forma de protectorat). L'annexió com a colònia no havia de tardar a arribar. La debilitat dels governs locals i, sobretot, dels monarques de la casa Pōmare afavoria l'augment del poder francès. Al 29 de juny de 1880 es consumà l'intervencionisme francès amb la incorporació del regne de Tahití i les seves dependències com a colònia francesa. El rei Pōmare V cedí a les pressions franceses amb una gran facilitat, la qual cosa palesa la fragilitat del monarca, a més de la seva impotència davant la força imperialista de França. El rei abdicat rebé la Legió d'Honor francesa com a reconeixement per a la seva submissió a França i conservà un certa posició social dins Tahití, per bé que no tenia cap mena de poder. El 1891 fou trobat mort al palau reial, segurament a causa de l'alcoholisme que patia el monarca. Fou enterrat al mausoleu del rei a ’Arue, Tahití. Al seu testament va manar que damunt la tomba li posessin una ampolla d'anís Pernod, beguda a la qual era molt aficionat. Com que fou trobat massa irreverent, es va substituir l'ampolla de Pernod per una de Bénédictine, més suau i monacal.

## Galeria

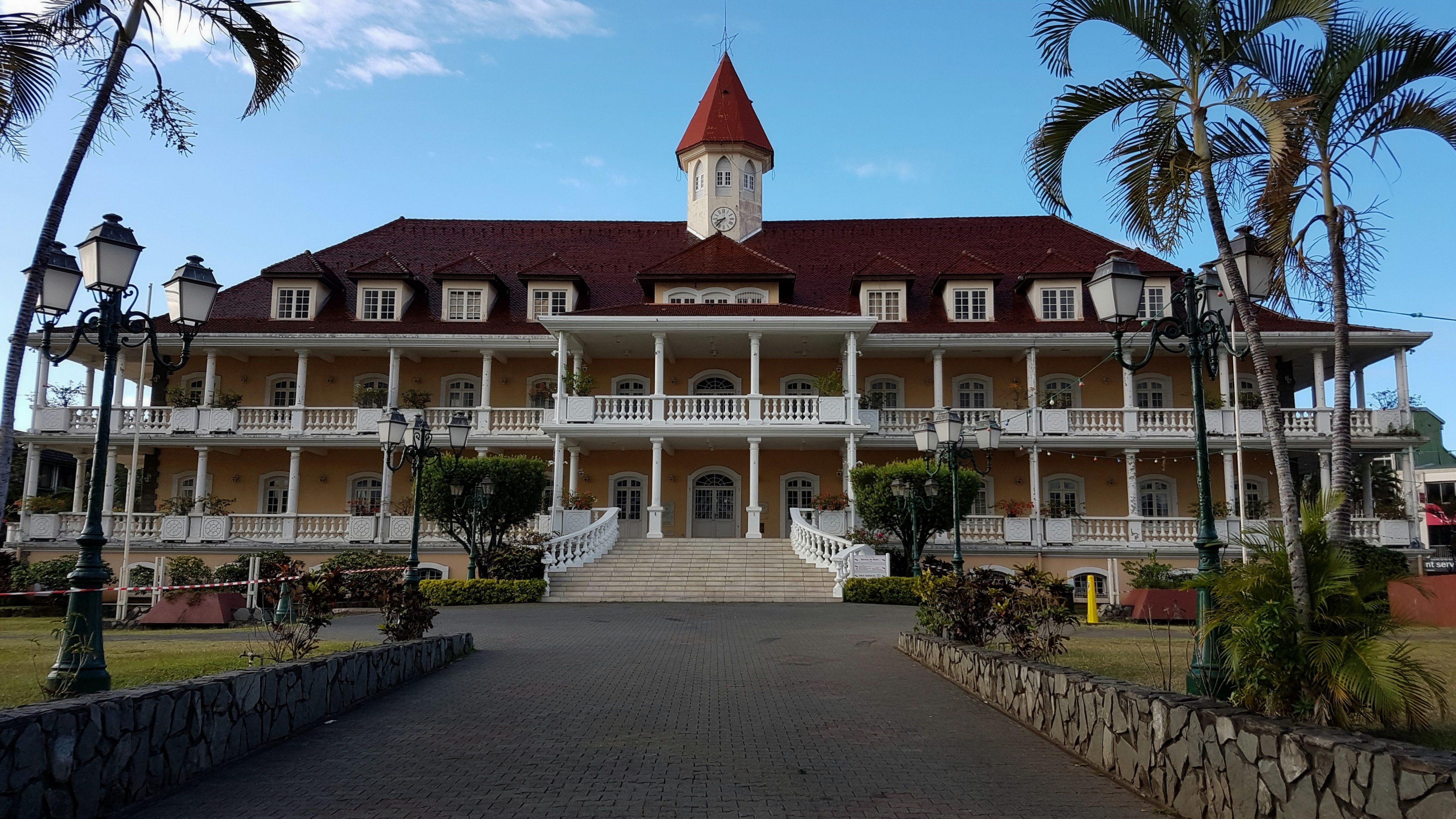
Palau de Pōmare V
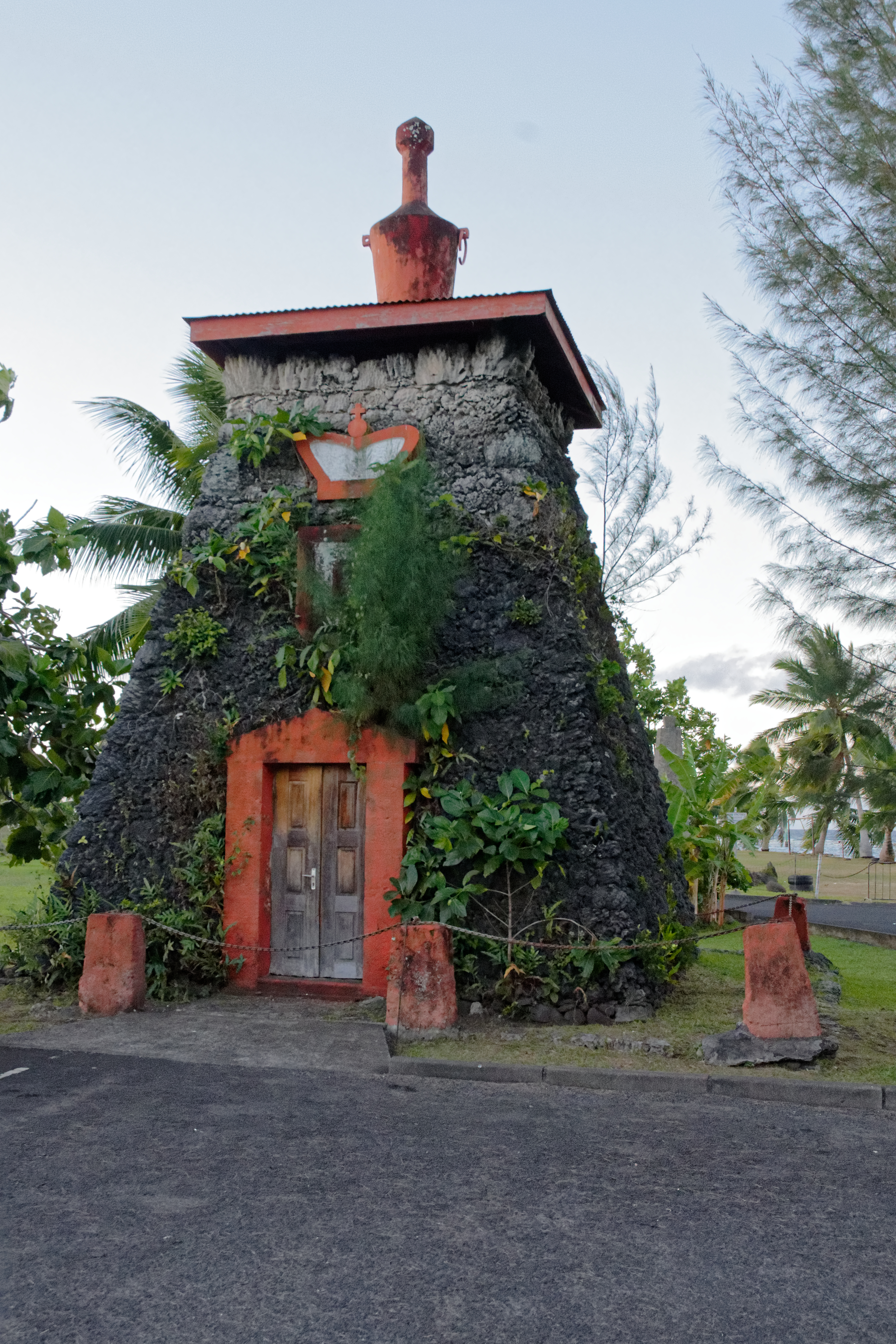
Tomba de Pōmare V, amb una ampolla de Bénédictine al damunt